# 環境社會科學期刊列表
環境社會科學期刊列表：

## A
- Antipode（英语：Antipode (journal)）
- Area（英语：Area (journal)）

## C
- Case Studies in the Environment （页面存档备份，存于）'
- Children, Youth and Environments（英语：Children, Youth and Environments）
- Conservation and Society（英语：Conservation and Society）
- Cultural Geographies（英语：Cultural Geographies）

## D
- Disasters（英语：Disasters (journal)）

## E
- 生態經濟學 (學術期刊)
- Ecology and Society（英语：Ecology and Society）
- 能源與環境
- Energy Policy（英语：Energy Policy (journal)）
- Energy Research & Social Science[1]
- 環境和行為
- Environment and Planning（英语：Environment and Planning）
- Environment and Urbanization（英语：Environment & Urbanization）
- Environmental and Resource Economics（英语：Environmental and Resource Economics）
- 環境健康視角
- Environmental Research Letters（英语：Environmental Research Letters）
- Environmental Science & Technology（英语：Environmental Science & Technology）
- Environmental Sociology
- 環境價值

## G
- Geoforum（英语：Geoforum）
- Global Environmental Change（英语：Global Environmental Change）
- 全球環境政治

## H
- Hastings West-Northwest Journal of Environmental Law and Policy（英语：Hastings West-Northwest Journal of Environmental Law and Policy）
- Human Ecology（英语：Human Ecology (journal)）

## I
- Indoor and Built Environment（英语：Indoor and Built Environment）
- International Journal of Ecology & Development（英语：International Journal of Ecology & Development）
- International Regional Science Review（英语：International Regional Science Review）

## J
- The Journal of Environment & Development（英语：The Journal of Environment & Development）
- Journal of Environmental Assessment Policy and Management（英语：Journal of Environmental Assessment Policy and Management）
- 環境經濟及管理期刊
- Journal of Environmental Studies and Sciences （页面存档备份，存于）
- 環境心理學期刊
- Journal of Political Ecology（英语：Journal of Political Ecology）

## L
- 土地經濟

## N
- Natural Resources Forum（英语：Natural Resources Forum）
- 自然和文化

## O
- 組織與環境

## P
- Papers in Regional Science（英语：Papers in Regional Science）
- 人口與環境
- Progress in Human Geography（英语：Progress in Human Geography）

## R
- 環境經濟及政策評論

## S
- Society & Natural Resources[2]

## W
- Water Resources Research（英语：Water Resources Research）

## 外部鏈接
- Environment and Society: Scholarly Journals （页面存档备份，存于）